# Wolxheim
Wolxheim (en alsacià Wolixe) és un municipi francès, situat a la regió del Gran Est, al departament del Baix Rin. L'any 1999 tenia 774 habitants.
Forma part del cantó de Molsheim, del districte de Molsheim i de la Comunitat de comunes de la Regió de Molsheim-Mutzig.

## Demografia
| 1962 | 1968 | 1975 | 1982 | 1990 | 1999 |
| ---- | ---- | ---- | ---- | ---- | ---- |
| 639  | 670  | 793  | 775  | 795  | 774  |

## Administració
| Període     | Identitat           | Partit |
| ----------- | ------------------- | ------ |
| fins a 2001 | François Muhlberger |        |
| 2001-       | Bruno Siebert       |        |